# 누각박사
누각박사(漏刻博士)는 신라의 관직으로, 718년에 누각전(漏刻典)을 설치할 당시 물시계의 관측을 맡아보게 하는 역할을 맡았으며, 정원은 6명이다.